# Chammes
Chammes est une ancienne commune française, située dans le département de la Mayenne en région Pays de la Loire, devenue, le 1er janvier 2016, une commune déléguée de la commune nouvelle de Sainte-Suzanne-et-Chammes.
Elle est peuplée de 373 habitants.
La commune fait partie de la province historique du Maine, et se situe dans le Bas-Maine.

## Géographie
La commune est au sud-est du Bas-Maine. Son bourg est à 3 km au sud-ouest de Sainte-Suzanne, à 9 km au sud d'Évron, à 20 km au nord-ouest de Brûlon, à 23 km au nord-est de Meslay-du-Maine et à 32 km à l'est de Laval.
Le territoire de Chammes correspond à une dépression, où la vallée de l'Erve est croisée par celle du ruisseau du Poulou, anciennement dit de Mouillebraye, qui avec ses divers affluents, recueille les eaux de toute la région qui s'étend de La Chapelle-Rainsouin au nord de Sainte-Suzanne.
Le bourg, qui forme deux groupes, l'un près de l'église, l'autre sur la route d'Évron, est situé dans l'angle formé par le confluent des deux cours d'eau, à un niveau de 80 mètres. Les altitudes environnantes sont de 136 mètres au sud-ouest, 126 au sud, 113 au sud-est et 107 au nord.
Un ancien chemin, utilisé par la route d'Évron, passait au Pont d'Orval et se dirigeait au sud vers Saulges et Sablé. Il est distinct de la route de Sainte-Suzanne à Chammes, que Jaillot continue ensuite vers Saulges et qui, à l'époque où Cassini dessinait sa carte, passait l'Erve pour se diriger sur Sablé par la rive gauche.
Les routes plus récentes relient le bourg vers Blandouet (à 5,5 km au sud-est), Saint-Jean-sur-Erve (5 km au sud), Vaiges (8 km au sud-ouest), Saint-Léger (7 km à l'ouest), Châtres-la-Forêt (8 km au nord), Évron (9 km au nord) et Sainte-Suzanne (3 km au nord-est).
La superficie, cadastrée en 1842, est de 2 106 ha. « Le fonds est fort maigre et ne produit que du seigle », écrit-on à Miroménil en 1696 ; « il y a quantité de landes et de bois taillis ; 18 métairies et 35 bordages ». La situation s'était améliorée au siècle suivant, car, d'après André René Le Paige, le sol produisait du froment et de l'avoine ; il y avait des prairies, deux grandes pièces de bois et beaucoup de landes.
| Châtres-la-Forêt, Saint-Léger      | Sainte-Suzanne      | Sainte-Suzanne      |
| Saint-Léger, Vaiges (par un angle) | Chammes             | Blandouet           |
| Saint-Jean-sur-Erve                | Saint-Jean-sur-Erve | Saint-Jean-sur-Erve |

## Géologie
- Au nord-ouest, brèches pétrosiliceuses cambriennes s'appuyant sur les grès du bois des Montis, qui forment une bande dirigée ouest-est passant à Sainte-Suzanne. À ces brèches succèdent, en se dirigeant vers le sud, des grès feldspathiques, puis des grès ferrugineux en plaquettes (grès de Blandouet) ; ces derniers traversent le bourg de Chammes, près duquel ils affleurent. Ils ont été exploités pour les constructions, auxquelles ils donnaient un aspect particulier du fait de leur couleur brun-rouge.
- Plus au sud, on trouve, surmontant les différentes assises cambriennes, le grès armoricain des landes Thébert, puis les schistes ordoviciens des Coulées. Enfin réapparaissent, formant écaille sur ces différents terrains, une nouvelle bande de grès ferrugineux de Blandouet occupant toutes les deux le bois et les landes de Moncor ; la dernière de ces assises forme des rochers pittoresques sur les deux rives de l'Erve, au sud de l'ancienne forge.
- Au nord de Chammes, du côté des Bruyères et des Aprillés, ainsi que sur la rive gauche de l'Erve, jusqu'aux landes[5] et à la Pierre-à-l'âne[6], épais dépôt quaternaire cachant complètement le sous-sol.
- Les forges de Moncor, à présent désaffectées, étaient alimentées par les minerais de Blandouet et de Viré-en-Champagne.

## Toponymie
Le village serait cité sous la forme villa Calisamen en 840, la forme Chama est attestée en 1125. L'origine de ce toponyme est incertaine. Albert Dauzat émet la possibilité de la racine pré-latine -camm-, renvoyant au pré-celtique -cam-, évoquant une hauteur.
Le gentilé est Camélésien.

## Histoire
L'église de Chammes n'était pas comprise dans l'acte de restauration de l'abbaye d'Évron, mais Hildebert la mentionne avec son vocable dans la confirmation des possessions de l'abbaye en 1125.
« L'armée angloise » soldée par les protestants français était à Chammes le 15 mai 1593.
Épidémies en 1784-1786. Tempêtes les 12 et 19 novembre 1810, qui endommagent le presbytère, situé au bord de l'Erve, en « bon état » en 1802 (selon Pierre-François Davelu).
- La seigneurie de Chammes était vassale de Sainte-Suzanne. Après avoir appartenu aux Feschal (René de Feschal, XVe siècle ; la dame de Poligné, 1469), elle passa aux seigneurs de La Chapelle-Rainsouin. En 1562, Nicolas de Champagne l'engagea avec la seigneurie dite de Vaiges, les métairies de l'Hommois, de Bonnefontaine, de la Messuardière, à sire Olivier Ferré et à Julienne, sa femme, sieur et dame de La Motte. René Labitte, juge ordinaire au duché de Mayenne, l'eut du chef de Renée Ferré, sa femme. Elle est peut-être passée par acquisition sans doute aux Le Doux, seigneurs de la Panneterie, et leur resta jusqu'à la Révolution. Ils laissaient même souvent leur nom patronymique pour prendre celui de Chammes : Louise-Françoise-Gabrielle Le Doux de Chammes, dame de Ruigné (Sainte-Colombe), se fit représenter à l'assemblée de la noblesse d'Anjou en 1789.

Chammes constitua un foyer de résistance aux idées révolutionnaires par une démonstration des paysans contre le district, dès le 2 avril 1792. Les habitants avaient nommé maire, le 20 novembre 1791, Jean-Baptiste Cœur, connu pour son attachement à la religion et à la royauté. L'élection ayant été annulée, ils refusent le 20 janvier 1792, de choisir une autre municipalité. Le 12 février, Olivier Provost du Bourrion, délégué par le district, vient à la tête des gardes nationales d'Évron, de Vaiges et de Villaines procéder à une nouvelle élection. Les électeurs, qui ont annoncé qu'« ils ne viendraient pas les mains ballantes » commencent par nommer le curé président et le vicaire secrétaire du scrutin ; tous deux refusent le serment qu'on veut leur faire prêter. Le curé, Michel Barrabé, s'adresse à ses paroissiens pour leur demander leur sentiment ; la plupart déclarent qu'ils ne veulent pas d'autre président. Le commissaire s'esquive avec sa troupe ; l'élection de Jean-Baptiste Cœur est confirmée, et notification formelle en est faite au district. Le maire fut condamné à deux ans de « gêne » et quatre heures d'exposition en place publique de Sainte-Suzanne ; le curé et le vicaire, à la dégradation civique et deux heures d'exposition à Laval. Les esprits n'en furent pas pour autant ralliés, ni apaisés. Le 1er avril 1792, l'huissier venu d'Évron pour publier l'arrêté contre les prêtres insermentés, se trouva en face de 300 hommes armés qui ne le laissèrent pas même commencer sa lecture. Ces mêmes hommes rejoignaient le lendemain Rochambeau dans la prairie de Montecler et marchaient avec sa troupe sur Évron.
Le 25 janvier 1871, les hussards prussiens qui occupaient Blandouet, se portèrent sur Chammes, où ils se cantonnèrent jusqu'à l'armistice. Le 26, ils rencontrèrent sur la route de Saint-Léger un parti de francs-tireurs, mais ils furent ramenés jusqu'à Chammes par les Chasseurs d'Afrique qui leur firent deux prisonniers. Le 29 au soir, quelques francs-tireurs se laissèrent prendre près du bourg. la commune paya une contribution de 1 000 frs.
Durant la Seconde Guerre mondiale, Chammes est occupée par les troupes allemandes dès le 17 juin 1940. Elle est libérée par l'armée américaine le 7 août 1944 après un combat qui fait vingt morts (douze Allemands et huit Américains).

## Politique et administration

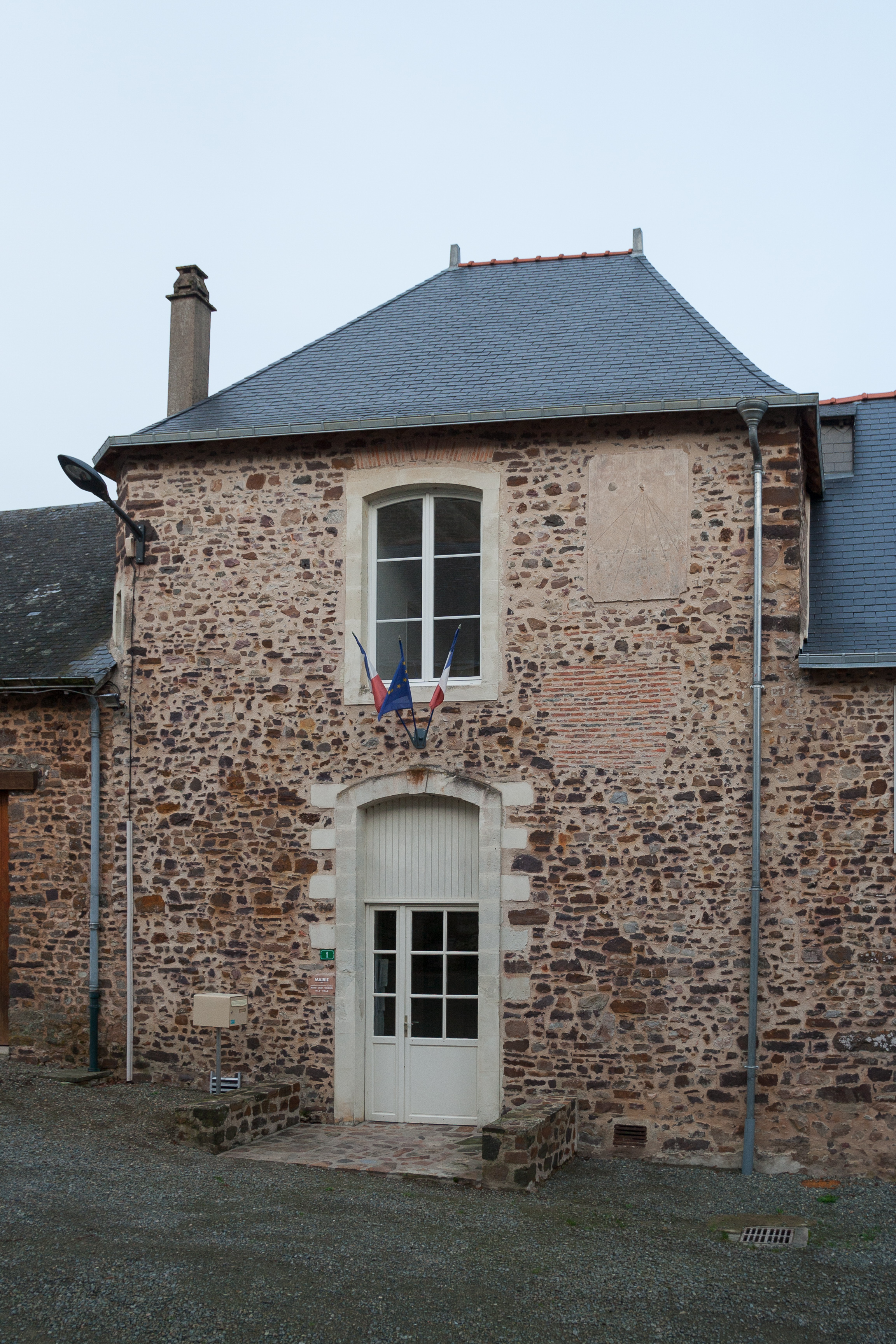
La mairie.

| Période      | Période  | Identité                         | Étiquette | Qualité |
| ------------ | -------- | -------------------------------- | --------- | --- |
| Janvier 2016 | Mai 2020 | Jean-Pierre Morteveille (1948- ) | SE        | Administrateur civil président de la communauté de communes d'Erve et Charnie (jusqu'en 2012), de l'office de tourisme des Coëvrons et de la communauté de communes des Coëvrons (2012-2014) |
| Mai 2020     | en cours | Michel Galvane (1961 - )         |           | Directeur de la culture, du patrimoine et du tourisme du département de la Sarthe , chemin de la Madeleine, maire de la Commune de Sainte-Suzanne-et-Chammes.                                |

| Période      | Période  | Identité        | Étiquette | Qualité |
| ------------ | -------- | --------------- | --------- | ------- |
| Janvier 2016 | Mai 2020 | Marc d'Argentré |           |         |
| Mai 2020     | en cours | Didier Échivard |           |         |

## Démographie
En 2021, la commune comptait 373 habitants. Depuis 2004, les enquêtes de recensement dans les communes de moins de 10 000 habitants ont lieu tous les cinq ans (en 2008, 2013, 2018, etc. pour Chammes) et les chiffres de population municipale légale des autres années sont des estimations.
Chammes a compté jusqu'à 1 100 habitants en 1831.
| 1793 | 1800 | 1806 | 1821  | 1831  | 1836  | 1841  | 1846  | 1851 |
| ---- | ---- | ---- | ----- | ----- | ----- | ----- | ----- | ---- |
| 994  | 648  | 953  | 1 008 | 1 100 | 1 072 | 1 029 | 1 014 | 994  |

| 1856  | 1861 | 1866 | 1872 | 1876 | 1881 | 1886 | 1891 | 1896 |
| ----- | ---- | ---- | ---- | ---- | ---- | ---- | ---- | ---- |
| 1 006 | 976  | 971  | 869  | 845  | 770  | 732  | 750  | 670  |

| 1901 | 1906 | 1911 | 1921 | 1926 | 1931 | 1936 | 1946 | 1954 |
| ---- | ---- | ---- | ---- | ---- | ---- | ---- | ---- | ---- |
| 702  | 635  | 641  | 501  | 512  | 475  | 470  | 452  | 430  |

| 1962 | 1968 | 1975 | 1982 | 1990 | 1999 | 2008 | 2013 | 2018 |
| ---- | ---- | ---- | ---- | ---- | ---- | ---- | ---- | ---- |
| 414  | 399  | 373  | 349  | 320  | 328  | 335  | 347  | 351  |

| 2019 | - | - | - | - | - | - | - | - |
| ---- | - | - | - | - | - | - | - | - |
| 352  | - | - | - | - | - | - | - | - |

## Lieux et monuments

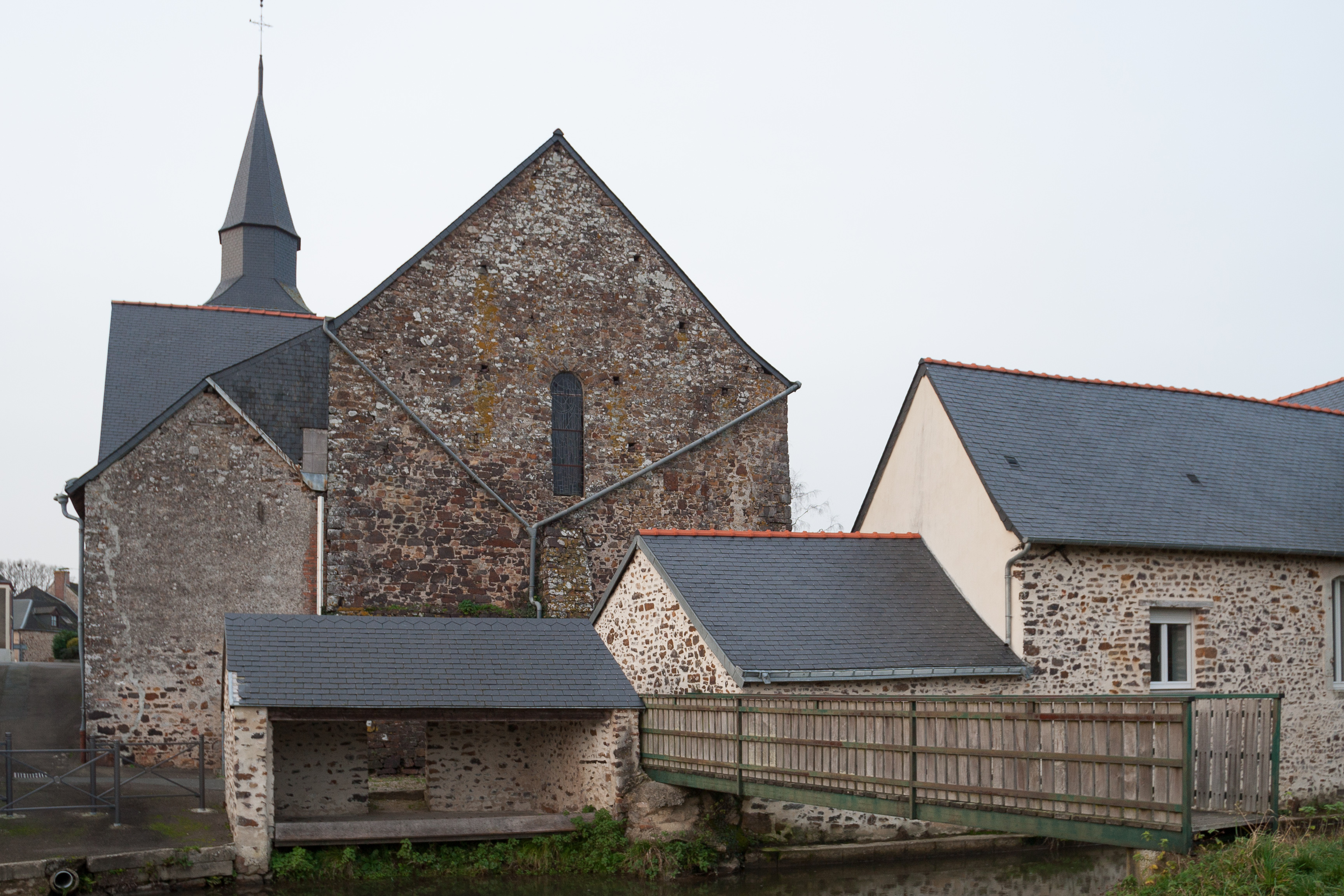
Les bords de l'Erve
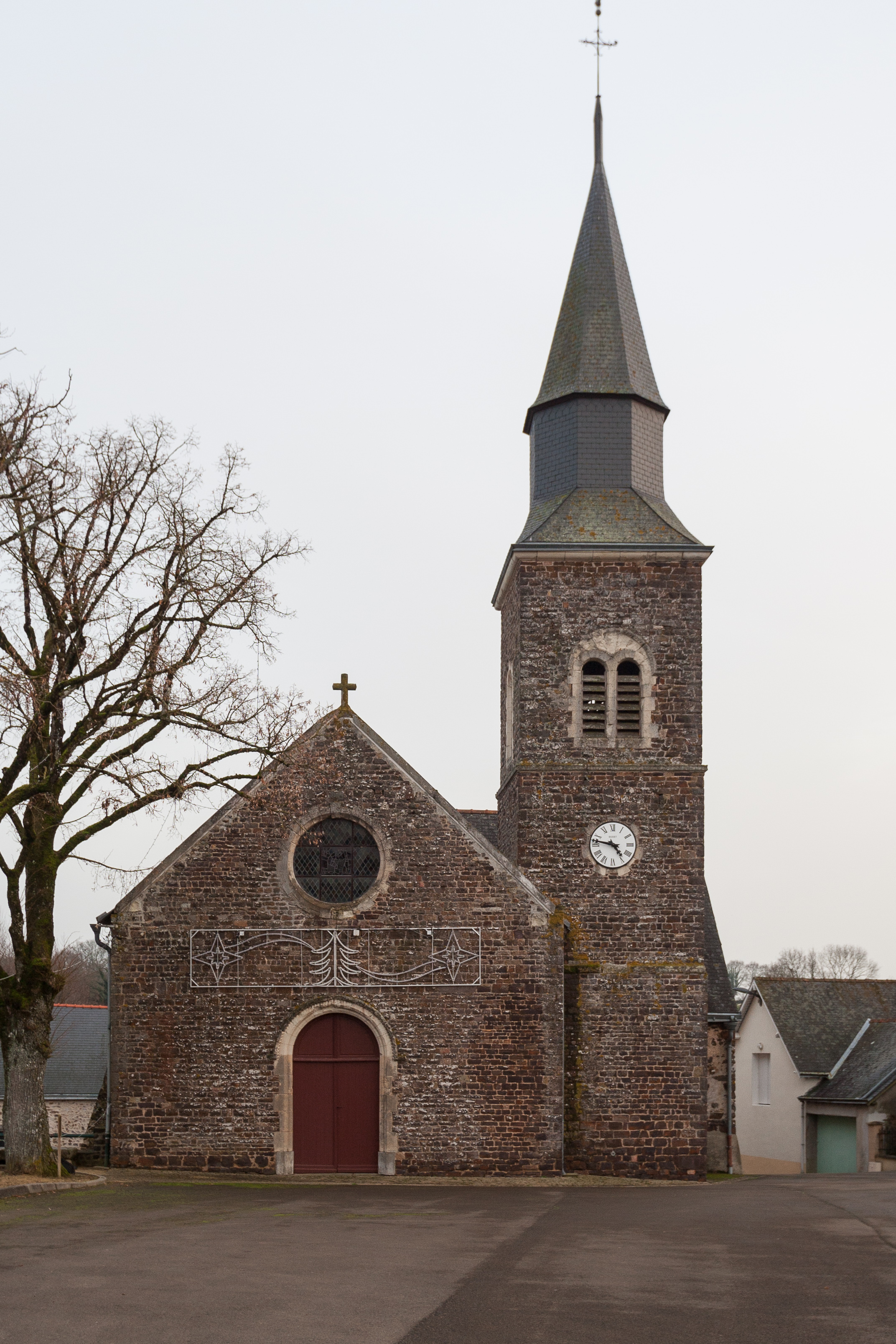
L'église Saint-Pierre

- L'église Saint-Pierre date du XIIe siècle. Elle abrite la dalle funéraire de Simon Adelée, prieur de l'abbaye d'Évron, classée à titre d'objet aux Monuments historiques[13].
- Les forges de Moncor.
- Le château de Chammes. il date du XVIe au XVIIe siècle.

## Activité et manifestations

### Jumelages
- Sulzheim (Allemagne) depuis 1967. Le jumelage du canton de Sainte-Suzanne puis de la communauté de communes d'Erve et Charnie, avec Sulzheim (Rhénanie-Palatinat) a été initié en 1966 par Victor Julien, conseiller général, maire de Thorigné-en-Charnie, et Adam Becker, dans la famille duquel Victor Julien avait été prisonnier de guerre de 1940 à 1945.

## Personnalités liées à la commune
- Louis-Jean-Baptiste-Étienne Baguenier Desormeaux (1761 à Chammes - 1836), chirurgien et soldat de l'Armée catholique et royale, au cours de la guerre de Vendée.
- Jean-Charles Baguenier Desormeaux (1768 à Chammes - 1836), chirurgien et soldat vendéen.
- Joséphine Girault veuve Maréchal (1891 à Jublains - 1963), Juste parmi les nations, installée à Chammes[14].

## Sources